# El Canek
Felipe Estrada, mer känd under sitt artistnamn El Canek, född 19 juni 1952 i Frontera, Tabasco, är en mexikansk brottare, luchador (fribrottare) och tidigare MMA-utövare. Han var det stora affischnamnet i förbundet Universal Wrestling Association baserat i Naucalpan de Juárez i Mexico Citys storstadsområde under 1970–1990-talet. El Canek har även brottats i Consejo Mundial de Lucha Libre och Lucha Libre AAA Worldwide.
Som många andra mexikanska fribrottare uppträder han under en mask, enligt Lucha libres traditioner.